# Lista de universidades dos Estados Unidos
Esta é uma lista de universidades dos Estados Unidos da América.

## A
- Universidade Andrews
- Universidade Alderson Broaddus
- Universidade Auburn
- Universidade do Alabama
- Universidade do Arizona
- Universidade do Arkansas

## B
- Universidade Boston
- Universidade Brigham Young
- Universidade Brown
- Universidade Batista da Califórnia
- Universidade Batista de Oklahoma
- Universidade Baylor
- Universidade Bethel

## C
- Universidade da Califórnia:
  - em Berkeley
  - em Los Angeles
  - em San Diego
  - em São Francisco
  - em Santa Bárbara
  - em Santa Cruz
- Universidade Estadual da Califórnia
- Universidade Carnegie Mellon
- Universidade de Chicago
- Universidade do Colorado
- Universidade Colúmbia
- Universidade de Connecticut
- Universidade Cornell

## D
- Faculdade de Dartmouth
- Universidade de Denver
- Universidade Duke

## F
- Universidade da Flórida

## G
- Universidade George Washington
- Universidade de Georgetown
- Universidade da Geórgia
- Instituto de Tecnologia da Geórgia

## H
- Universidade Harvard
- Universidade Hampton
- Universidade do Havaí
- Universidade de Houston

## I
- Universidade de Illinois
- Universidade de Indiana

## J
- Universidade Judson

## K
- Universidade do Kansas
- Universidade de Kentucky

## L
- Universidade La Sierra
- Universidade Loma Linda
- Universidade do Leste
- Universidade Liberty

## M
- Universidade Marshall
- Universidade de Maryland
- Instituto de Tecnologia de Massachusetts
- Universidade de Miami
- Universidade de Michigan
- Universidade de Minnesota
- Universidade do Mississippi

## N
- Universidade de Nebraska-Lincoln
- Universidade Northwestern
- Universidade de Notre Dame
- Universidade da Cidade de Nova Iorque
- Universidade de Nova Iorque
- Universidade do Novo México

## O
- Universidade de Oakland
- Universidade de Ohio
- Universidade Estadual de Ohio
- Universidade de Oklahoma

## P
- Universidade da Pensilvânia
- Universidade de Pittsburgh
- Universidade Princeton
- Universidade pepprdine(Malibú)

## R
- Universidade Rutgers

## S
- Universidade de São Francisco
- Universidade Stanford
- Universidade Saint Louis

## T
- Universidade de Tennessee
- Universidade Texas A&M
- Universidade do Texas

## U
- Union College (Nebraska)
- Universidade de Utah
- Universidade Upper Iowa

## V
- Universidade Vanderbilt
- Universidade da Virgínia

## W
- Universidade de Washington
- Universidade Walla Walla

## Y
- Universidade Yale